# Challenger de Cherburgo 2025
El torneo Challenger La Manche 2025 fue un torneo de tenis perteneció al ATP Challenger Tour 2025 en la categoría Challenger 75. Se trató de la 32ª edición; el torneo tuvo lugar en la ciudad de Cherburgo (Francia), desde el 10 hasta el 16 de marzo de 2025 sobre pista dura bajo techo.

## Jugadores participantes del cuadro de individuales
| Preclasificado | País                  | Jugador               | Rank1 | Posición en el torneo |
| 1              | Bandera de Francia    | Pierre-Hugues Herbert | 180   | CAMPEÓN               |
| 2              | Bandera vacío         | Alibek Kachmazov      | 186   | Primera ronda         |
| 3              | Bandera de Francia    | Titouan Droguet       | 193   | Baja                  |
| 4              | Bandera de Japón      | Yuta Shimizu          | 194   | Cuartos de final      |
| 5              | Bandera de Francia    | Antoine Escoffier     | 203   | Primera ronda         |
| 6              | Bandera de Austria    | Jurij Rodionov        | 209   | Semifinales           |
| 7              | Bandera de Bélgica    | Gauthier Onclin       | 212   | Segunda ronda         |
| 8              | Bandera de Kazajistán | Beibit Zhukayev       | 213   | Primera ronda         |

- 1 Se ha tomado en cuenta el ranking del 3 de marzo de 2025.

### Otros participantes
Los siguientes jugadores recibieron una invitación (wild card), por lo tanto ingresan directamente al cuadro principal (WC):
- Kenny de Schepper
- Maé Malige
- Loann Massard

Los siguientes jugadores ingresan al cuadro principal tras disputar el cuadro clasificatorio (Q):
- Arthur Fery
- Tom Gentzsch
- Egor Gerasimov
- Adrien Gobat
- Lukáš Pokorný
- Cyril Vandermeersch

## Campeones

### Individual Masculino
- Pierre-Hugues Herbert derrotó en la final a  Jelle Sels por 6–3, 6–4

### Dobles Masculino
- Oleg Prihodko /  Vitaliy Sachko derrotaron en la final a  Lukáš Pokorný /  Giorgio Ricca por 6–2, 6–2